# Catedrala Sfânta Treime din Addis Abeba
Catedrala Sfânta Treime din Addis Abeba (cunoscută în amharică ca Kidist Selassie) este o biserică aparținând cultului ortodox etiopian și se află în centrul capitalei etiopiene. Catedrala a fost construită pentru a comemora dobândirea independenței țării de sub ocupația italiană și este alături de Biserica Sfânta Maria din Sion una dintre cele mai importante lăcașe de cult ortodoxe din Etiopia. Biserica a găzduit mari ceremonii și înscăunări de patriarhi, arhiepiscopi și episcopi. Catedrala Sfânta Treime este sediul oficial al Arhiepiscopiei Ortodoxe de la Addis Abeba.

## Arhitectură
Biserica reprezintă o simbioză între stilurile arhitectonice europene care se regăsesc în partea exterioară a clădirii, precum coloane, portaluri nișe cu statui ale sfinților și arhitectura tradițională etiopiană în interior prin altar, vitralii, icoane tradiționale.

## Ctitorire
Biserica a fost ctitorită de împăratul Menelik al II-lea care a schimbat capitala țării de la Entoto la Addis Abeba. La origini, biserica a fost construită din lemn cu sculpturi de mare finețe și complexitate realizate de artiști veniți din India. În 1928 a fost pusă piatra de temelie a noii catedrale, piatră care a fost pusă de împărăteasa Zewditou. Lucrările la catedrală au mers încet și chiar au fost oprite între 1936 à 1941 în timpul ocupației italiene. În 1942 catedrala a fost terminată după întoarcerea împăratului Haile Selassie I din exil. Cu toate că doar membrii înaltului cler au dreptul de a fi îngropați în catedrală, împăratul Haile Selassie a construit un mausoleu pentru familia sa în interiorul criptei.

## Cimitirul
În spatele catedralei se află un cimitir în care sunt înmormântați cei care au primit un titlu onorific din partea bisericii, o permisiune specială din partea patriarhului. Deocamdată în cimitir odihnesc doar trupurile lui: Abune Telke Haimanot, a alteței sale Ras Imiru Haile Selassie (regent din Etiopia în timpul ocupației italiene), a Sylviei Pankhurst și a generalul locotenent Merid Mengesha. În cimitir se află de asemenea un monument înălțat pentru Abune Michael.
La sud de catedrală se află un monument dedicat celor 60 de oficiali ai guvernului imperial care au fost uciși în anul 1974 de către Derg, iar la nord de catedrală se găsesc mormintele victimelor masacrului din 1936.

## Biserica Bale Wold
Biserica Bale Wold face parte din complexul catedralei și a servit ca biserică pentru mânăstirea Sfânta Treime înainte de construirea actualei catedrale. Biserica a fost clădită de împăratul Menelik al II-lea. Bale Wold înseamnă Sărbătoarea lui Dumnezeu Fiul dar biserica mai este cunoscută și ca Biserica celor patru Făpturi Cerești.

## Instituții de învățământ
Pe lângă catedrala Sfânta Treime funcționează o școală primară și una secundară și un colegiu teologic.